# EXhaust Ultimate Power valve
EXUP staat voor: EXhaust Ultimate Power valve
Dit is een draaibare klep in het uitlaatsysteem van een Yamaha viertaktmotor (de eerste was de Yamaha FZR 400 R in 1987), die bij laag toerental vrijwel dicht staat en bij hogere toerentallen opent waardoor de drukgolven in de uitlaat positief worden beïnvloed. 
Dit resulteert in een gelijkmatiger vermogensafgifte. Op de YZF-R1 (1998) is Exup “meedenkend”, dat wil zeggen gekoppeld aan een throttle position sensor (voor de stand van het gas) en een gear position sensor (voor de versnelling), om voor meer kracht in het gebied tussen 5000 en 7000 toeren te zorgen. Exup bestond in die tijd uit twee kleppen, wat met de YZF-R1 van 2004 weer veranderde in één, van titanium.